# Wyższa Szkoła Bankowości i Finansów w Katowicach
Wyższa Szkoła Bankowości i Finansów w Katowicach – nieistniejąca niepubliczna szkoła wyższa z siedzibą w Katowicach.

## Historia
Wyższa Szkoła Bankowości i Finansów w Katowicach została utworzona przez Międzynarodową Szkołę Bankowości i Finansów w Katowicach i wpisana do rejestru Uczelni niepaństwowych (nr 85) na podstawie decyzji Ministra Edukacji Narodowej z dnia 20 maja 1996 roku. Jej siedziba przy ul. Adamskiego do 2005 roku należała do NBP, potem został przekazany Akademii Ekonomicznej przez szefa NBP Leszka Balcerowicza. W 2018 roku szkoła została zlikwidowana.

## Kształcenie
Uczelnia dawała możliwość kształcenia na dwóch kierunkach: Finanse i Bankowość oraz Informatyka i Ekonometria.